# Makanai : Dans la cuisine des maiko
Makanai : Dans la cuisine des maiko (舞妓さんちのまかないさん, Maiko-san chi no makanai-san) est une série télévisée japonaise écrite et réalisée par Hirokazu Kore-eda, également producteur exécutif.

## Liminaire
La série, basée sur la vie contemporaine dans une maison de geisha à Kyoto (Japon), met en vedette Nana Mori, Natsuki Deguchi et Aju Makita et est publiée par Netflix le 12 janvier 2023. Avec ce film, Hirokazu Kore-eda dirige pour la première fois une production Netflix.
La série est basée sur le manga La Maison des maiko (en) (Kiyo in Kyoto) d'Aiko Koyama. Les neuf épisodes suivent l'histoire des meilleures amies Kiyo (Mori) et Sumire (Deguchi) alors qu'elles quittent leur ville natale du nord d'Aomori pour le quartier de Gion à Kyoto pour vivre dans une maison entièrement peuplée de geishas (ou geiko) et de maiko qui rêvent de devenir elles-mêmes geiko. Bien que Sumire soit saluée comme  talentueuse, Kiyo est jugée inapte à devenir une maiko, mais trouve bientôt sa vocation inattendue en tant que cuisinière de la maisonnée.

## Fiche technique
- Titre original : 舞妓さんちのまかないさん
- Titre français : Makanai : Dans la cuisine des maiko
- Réalisation : Hirokazu Kore-eda
- Scénario :
- Photographie : Ryūto Kondō
- Montage :
- Musique : Yōko Kanno
- Production :
- Sociétés de production :
- Pays de production : Japon
- Langue originale : japonais
- Format : couleur
- Genre :
- Durée :
- Dates de sortie[5] :
  - Netflix : 12 janvier 2023 (internet)

## Distribution
- Nana Mori : Kiyo Nozuki[6], une candidate maiko originaire d'Aomori qui échoue à le devenir mais finit par cuisiner pour la maison Saku.
- Natsuki Deguchi : Sumire Herai / Momohana (son nom de maiko)[6], la compagne de longue date et meilleure amie de Kiyo et qui réussit à devenir une maiko.
- Aju Makita : Ryoko[6], la fille de mère Azusa et qui vit également dans la maison Saku.
- Takako Tokiwa : mère Azusa[6], la copropriétaire de la maison Saku.
- Keiko Matsuzaka : mère Chiyo[6], la copropriétaire de la maison Saku.
- Ai Hashimoto : Momoko[6], une geiko vétéran qui prend Sumire comme apprentie.
- Mayu Matsuoka : Yoshino[6], une ancienne geiko qui revient à la maison Saku pour reprendre sa carrière après avoir divorcé de son mari
- Momoko Fukuchi : Tsurukoma, une maiko de la maison Saku qui quitte la profession à la fin de la série.
- Lily Franky[b] : M. Ren, le barman
- Ren Hanami :  Sensei Kimie Sakurai
- Win Morisaki :  Iwai Masaru

## Production
Kore-eda a réalisé les deux premiers épisodes, les sept autres étant réalisés par les réalisateurs Megumi Tsuno, Hiroshi Okuyama et Takuma Sato.

## Représentations de la geisha
Les représentations précédentes des geishas et de leur milieu, comme dans le roman Geisha d'Arthur Golden et son adaptation cinématographique (Mémoires d'une geisha), ont été critiquées pour avoir confondu la culture geisha avec une forme de « prostitution hautement stylisée ». La popularité du film a entraîné une augmentation du nombre de touristes dans les quartiers de geishas de Kyoto, des cas de harcèlement de geishas en public et une interdiction de photographier les geishas en 2019 mise en œuvre par le quartier de geishas de Gion. Kore-eda a commenté que la série pourrait dissiper certaines croyances inexactes perpétuées par Mémoires d'une geisha, comme celle selon laquelle les maiko sont vendues par leurs parents. Cependant, le travail de Kiyo en tant que makanai, la cuisinière et l'assistante interne, est également irréaliste ; il n'y a pas de makanai adolescents.